# Symplecta gobiensis
Symplecta gobiensis är en tvåvingeart som först beskrevs av Alexander 1922.  Symplecta gobiensis ingår i släktet Symplecta och familjen småharkrankar. Inga underarter finns listade i Catalogue of Life.